# Musée d'Art contemporain du XXIe siècle de Kanazawa
Pour les articles homonymes, voir Kanazawa (homonymie).
Le musée d'art contemporain du XXIe siècle de Kanazawa est un musée d'art contemporain situé à Kanazawa dans la préfecture de Ishikawa au Japon. Le musée a été conçu par les architectes japonais Kazuyo Sejima et Ryue Nishizawa du cabinet d'architecture SANAA en 2004. En octobre 2005, un an après son ouverture, le musée avait déjà enregistré 1 570 000 visiteurs.

## Le bâtiment
Le musée est situé dans le centre de Kanazawa, près du jardin de Kenroku-en et du musée départemental d'art Ishikawa. Le bâtiment a une forme circulaire, avec un diamètre de 112,5 mètres. Cette forme a pour objectif de maintenir l'apparence de faible volume de l'ensemble du bâtiment, pour atténuer l'ampleur du projet et permet l'accès à partir de plusieurs points d'entrée. La transparence du bâtiment manifeste encore le désir d'éviter au musée d'être perçu comme une grande masse introvertie.
Le musée comprend des espaces de rassemblement en périphérie du bâtiment (dont une bibliothèque, une salle de conférence et un atelier pour enfants) et les espaces d'exposition au centre. Ceux-ci comprennent de nombreuses galeries avec de multiples options de division, d'expansion ou de concentration. Les galeries sont de différentes tailles et hauteurs (de 4 à 12 mètres) avec des conditions de lumière allant de la lumière du jour à travers les plafonds de verre à des espaces sans source de lumière naturelle. Les espaces de circulation sont conçus pour les rendre utilisables en tant qu'espaces d'exposition supplémentaires. Quatre cours intérieures entièrement vitrées fournissent un éclairage naturel au centre de l'édifice et forment une frontière fluide entre les espaces communautaires et les espaces du musée.

## La collection

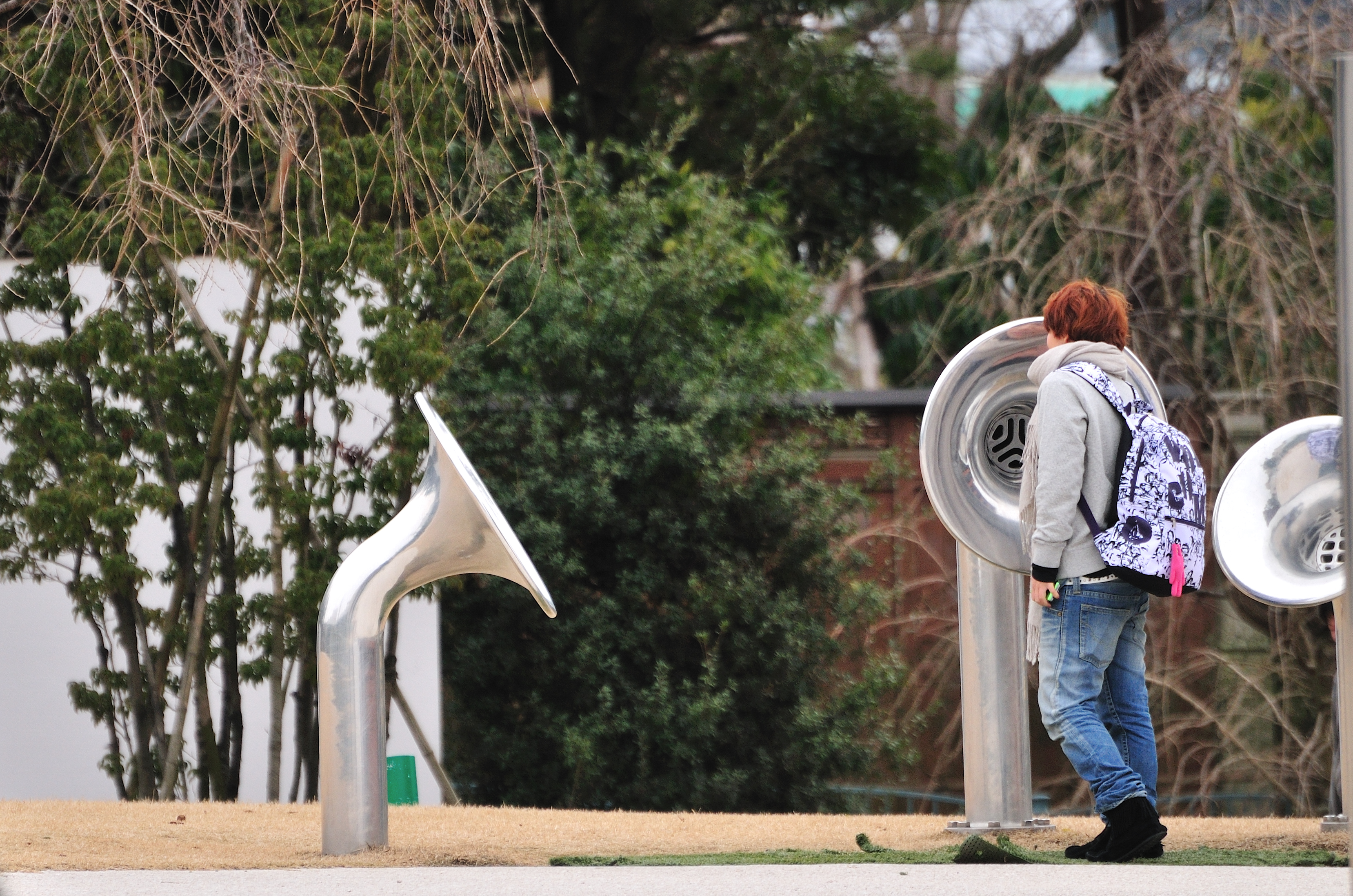

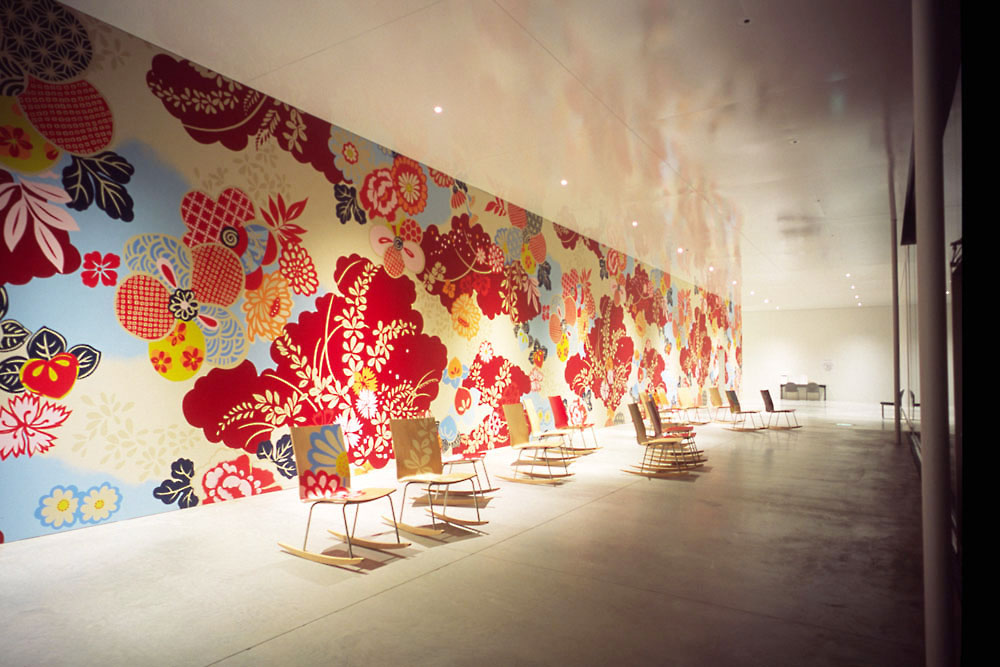

La collection du musée d'art contemporain du XXIe siècle de Kanazawa se concentre sur les œuvres produites depuis 1980 et produite de préférence in situ en vue d'être « étroitement associé à la zone de Kanazawa ».
La collection du musée comprend notamment les œuvres des artistes suivants : 
- Francis Alÿs
- Matthew Barney
- Tony Cragg
- Olafur Eliasson
- Leandro Erlich
- Isa Genzken
- Kojima Hisaya
- Gordon Matta-Clark
- Peter Newman
- Carsten Nicolai
- Giuseppe Penone
- Gerhard Richter
- Murayama Ruriko
- Hiraki Sawa
- Atsuko Tanaka
- James Turrell
- Patrick Tuttofuoco
- Anne Wilson (en)
- Suda Yoshihiro